# Krzysztof Bednarczyk
Krzysztof Bednarczyk (ur. 25 lipca 1925 w Rawie Ruskiej, zm. 6 sierpnia 1992 w Krakowie) – polski duchowny baptystyczny, historyk Kościoła, autor i tłumacz literatury teologicznej i religijnej, wydawca, prezbiter Okręgu Południowego Polskiego Kościoła Chrześcijan Baptystów (PKChB), członek władz naczelnych PKChB, działacz ekumeniczny.

## Życiorys
Był synem Stefana (1898-1976) i Cecylii Bednarczyków (zm. 1968). W czasie II wojny światowej uczył się w Zawodowej Szkole Technicznej we Lwowie. W 1950 uzyskał w Politechnice Wrocławskiej tytuł magistra inżyniera mechanika. Później pełnił funkcję duszpasterza pomocniczego w zborze baptystycznym we Wrocławiu.
W 1964 został pastorem zboru baptystycznego w Krakowie, którą to funkcję pełnił do 1989, łącząc ją przez pewien czas z funkcją prezbitera Okręgu Południowego PKChB. W 1968 wszedł w skład Naczelnej Rady Kościoła, a w 1975 został jej wiceprezesem w kadencji kończącej się w 1980. W 1974 został prezbiterem zboru w Krakowie.
W PKChB był koordynatorem działalności duszpasterskiej wśród dzieci i młodzieży. Zasiadał w kolegium redakcyjnym kościelnego miesięcznika „Słowo Prawdy”, którego redaktorem naczelnym był w latach 1985-1987. Był tłumaczem wielu pozycji literatury teologicznej i religijnej (w tym kilku komentarzy do ksiąg Nowego Testamentu autorstwa Williama Barclaya). Angażował się w działalność edytorską Wydawnictwa „Słowo Prawdy”. Napisał kilka książek; najważniejszą była historia baptyzmu na ziemiach polskich, powstała w oparciu o wieloletnie studia tej problematyki. Przygotował wiele kazań transmitowanych przez radiostację Trans World Radio w Monte Carlo. Był wykładowcą apologetyki chrześcijańskiej w Seminarium Teologicznym PKChB.
Działał w Oddziale Krakowskim Polskiej Rady Ekumenicznej, uczestniczył w działalności koła biblijnego krakowskiego Klubu Inteligencji Katolickiej. Koordynował krakowski etap ewangelizacji Billy’ego Grahama w Polsce (12 października 1978). Był z ramienia Polskiej Rady Ekumenicznej członkiem Podkomisji do Spraw Dialogu z Kościołem katolickim. Współpracował ściśle z działaczami katolickiego Ruchu Światło-Życie, odegrał poważną rolę w akcji wydrukowania przez protestantów w Europie Zachodniej 1 miliona egzemplarzy Biblii Tysiąclecia (akcja „Milion Biblii dla Polski” względnie „Biblia '82”). Sam w następujący sposób przedstawiał swoje związki z tym przedsięwzięciem:

Z tym wiąże się częściowo sprawa drukowania za granicą Biblii Tysiąclecia [...]. Brałem udział w drobnym epizodzie tej sprawy. Mianowicie w latach siedemdziesiątych odwiedził mnie pastor Ciszuk ze Szwecji z informacją, że towarzystwa biblijne i misyjne na Zachodzie pragną dopomóc rozwojowi ruchu oazowego w Polsce przez wydrukowanie Pisma Świętego w naszym języku. Na przeszkodzie stał problem, które z dwóch tłumaczeń wydrukować: protestanckie czy katolickie? W kierownictwach tych towarzystw biblijnych istniał stanowczy opór przeciwko drukowaniu katolickiego przekładu, ze względów dogmatycznych. Towarzystwa misyjne były zdania, że jest to sprawa wtórna wobec katastrofalnego głodu Słowa Bożego w krajach komunistycznych. Zgodnie z moim przeświadczeniem i pod wpływem kontaktów z ruchem oazowym doradzałem mu stanowczo wydrukowanie Biblii Tysiąclecia, ze względu na szerszy zasięg, gdyż ruch oazowy grupował już wtedy kilkadziesiąt tysięcy młodzieży. Po co zmuszać ich do korzystania z protestanckiego tłumaczenia, wprawdzie bardzo dobrego, ale wciąż jednak w środowiskach katolickich przyjmowanego z zastrzeżeniami i obawami [...]? Moja argumentacja okazała się skuteczna. Z bólem serca oddałem mu ostatnie dwa egzemplarze Biblii Tysiąclecia dla wykonania matryc. Obiecał mi oddać dziesięciokrotną ilość. Obietnicę tę zrealizował jednak dopiero w czasie stanu wojennego. Zastrzegam się, że jest to tylko epizod sprawy, podejrzewam bowiem, że druk Biblii Tysiąclecia za granicą był podejmowany więcej niż raz, i że inicjatywa wychodziła z więcej, niż jednego źródła.

Angażował się w akcję przerzutu Biblii i innych pozycji literatury religijnej do ZSRR.
Zmarł w wieku 67 lat i został pochowany na cmentarzu Batowickim w Krakowie (kw. CLXXXIX-4-10).

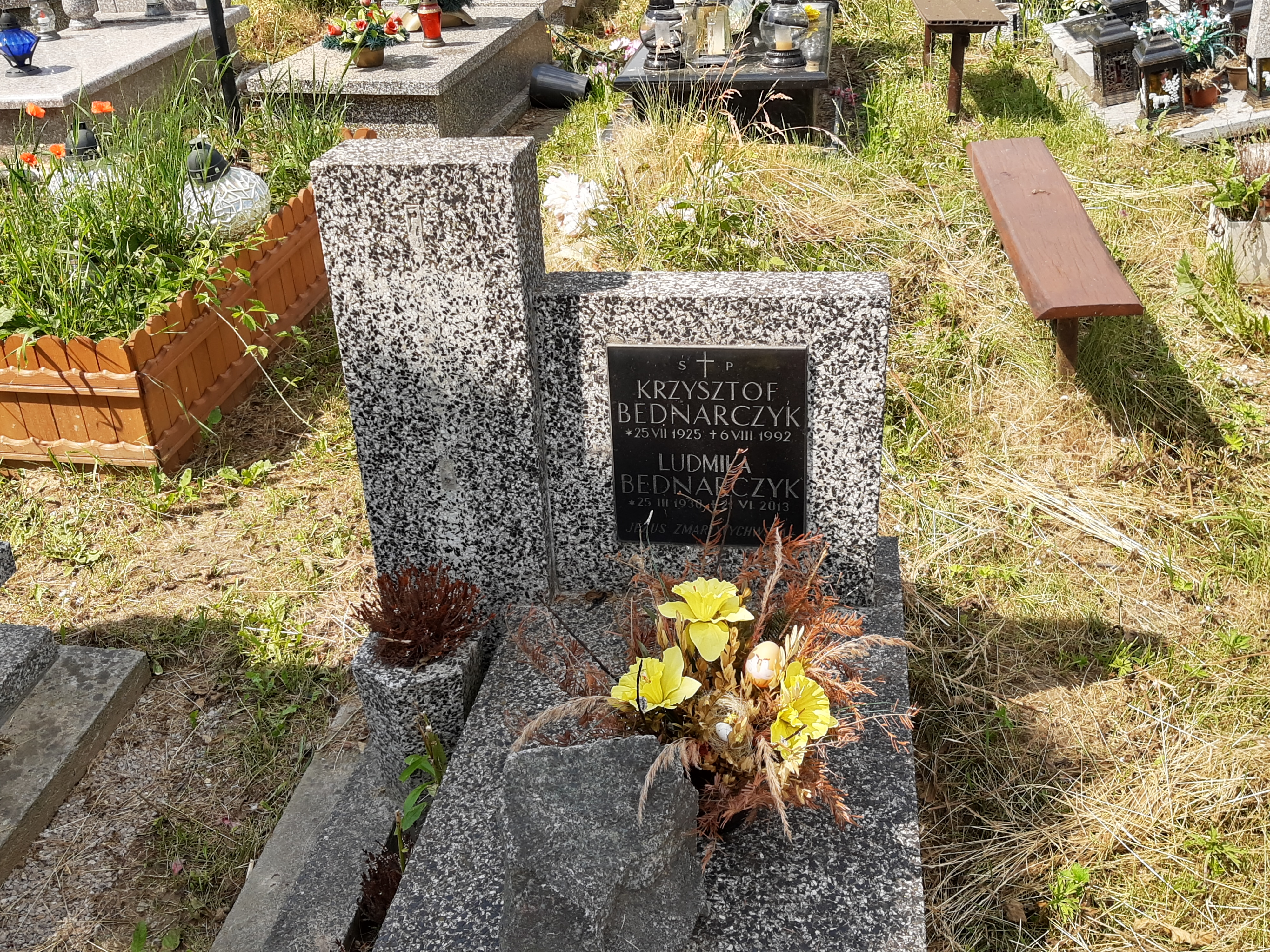
Grób Krzysztofa Bednarczyka na Cmentarzu Prądnik Czerwony

## Wybrane publikacje
- Wzrastajcie w łasce (1969)
- Chrześcijaństwo ewangeliczne a katolicy (1974)
- Formuła mocy (1977)
- Ojcze nasz. Wiązanka 1 (1981, wspólnie z Ludmiłą Bednarczyk)
- Obraz Boży. Wiązanka 2. Wybór opowiadań (1981, wspólnie z Ludmiłą Bednarczyk)
- Patrzaj, jaki to Bóg. Wybór poezji polskiej do recytacji w społecznościach chrześcijańskich. Wiązanka 3 (1981, wspólnie z Ludmiłą Bednarczyk)
- Spiesz do Jezusa. Wiązanka 4. Zbiór wierszy na różne okazje (1981, wspólnie z Ludmiłą Bednarczyk)
- Historia zborów baptystów w Polsce do 1939 roku (1997, pośmiertnie)[1].

## Odznaczenia
- Złoty Krzyż Zasługi (1984)
- Srebrny Krzyż Zasługi[1]

## Życie prywatne
W 1954 poślubił Ludmiłę z domu Kircun (ur. 1930), córkę Aleksandra Kircuna. Miał z nią dzieci:
Grzegorza (ur. 1956), Annę (ur. 1957), Zofię (ur. 1958) i Andrzeja (ur. 1960).

## Upamiętnienie
W Wyższym Baptystycznym Seminarium Teologicznym w Warszawie istnieje Instytut Katechetyczno-Pedagogiczny im. Ludmiły i Krzysztofa Bednarczyków.